# Schweiziska mittlandet

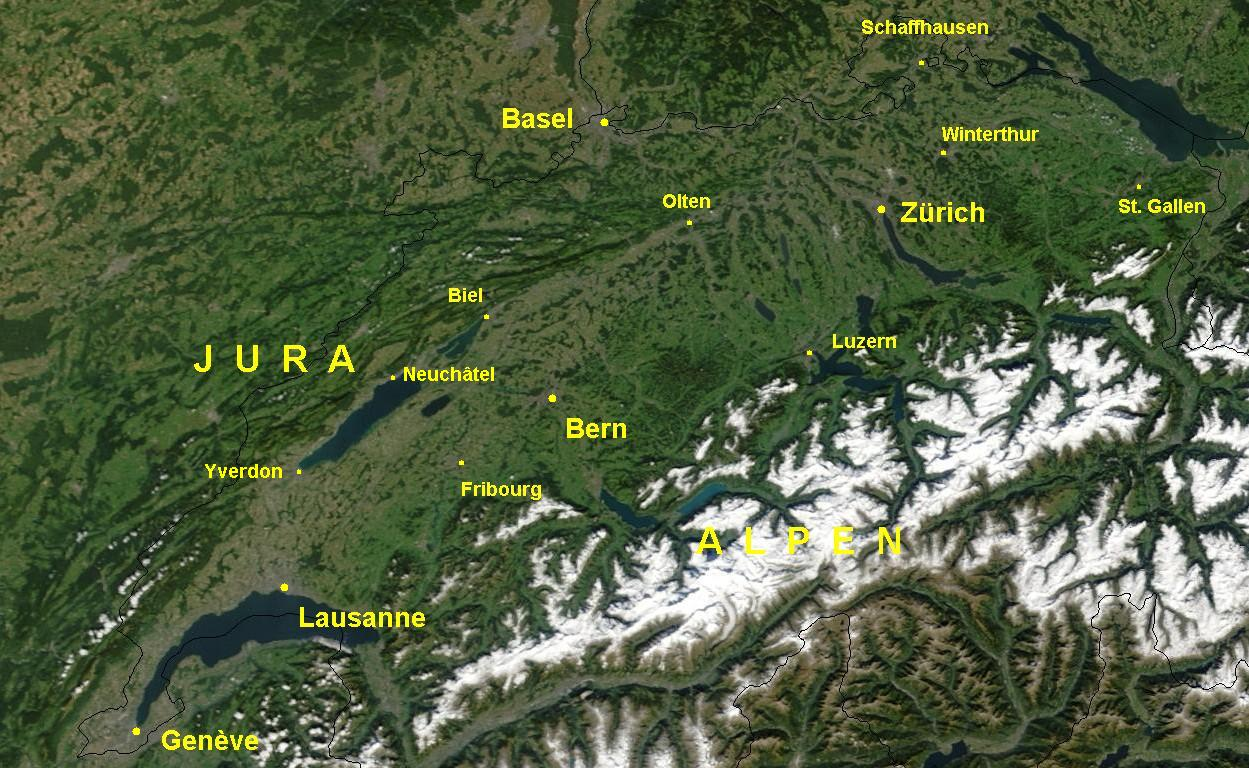
Satellitbild.

Schweiziska mittlandet (tyska: Schweizer Mittelland, franska: plateau suisse, italienska: altopiano svizzero) är en kuperad platå som sträcker sig från Genève till Bodensjön. Av Schweiz tre geografiska zoner Jurabergen, Mittlandet och Alperna är Mittlandet den ekonomiskt rikaste och mest tätbefolkade delen.

## Geografi

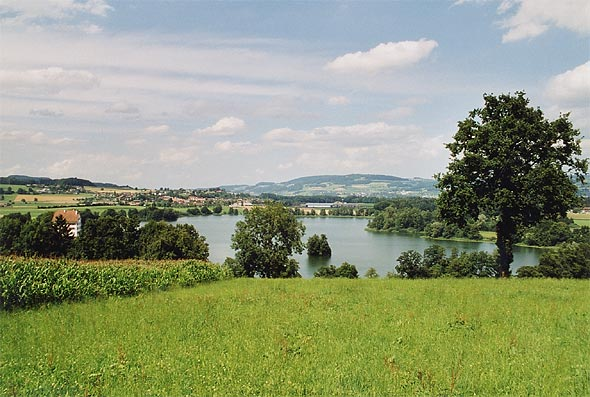
Mauensee vid Sursee.

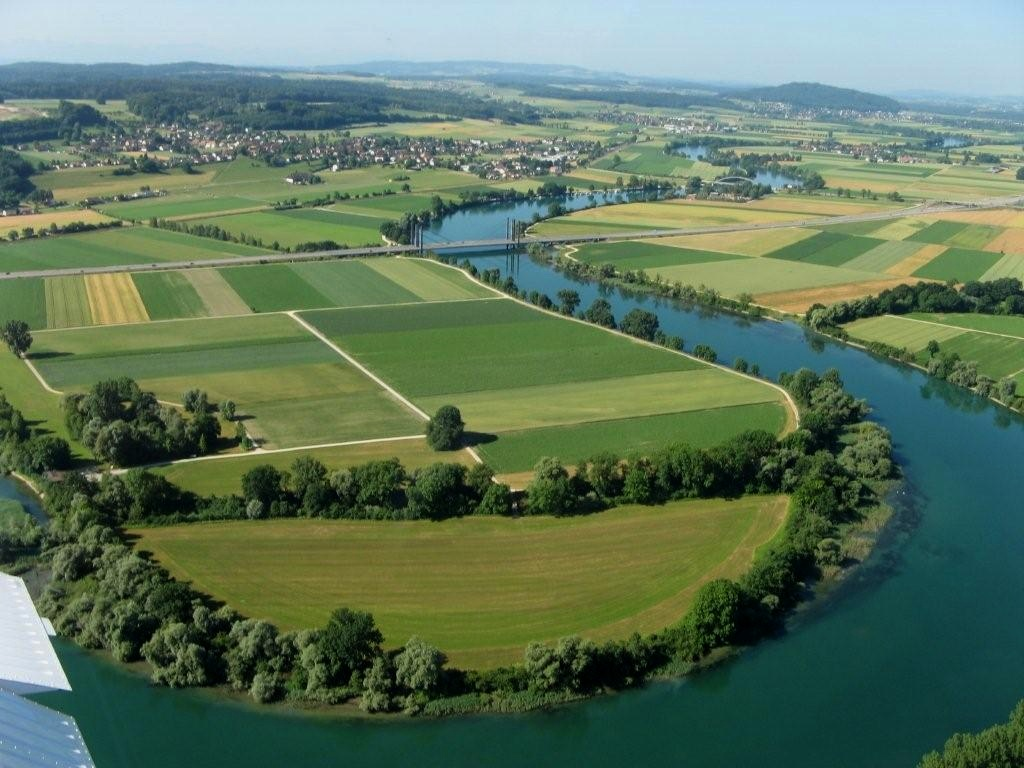
Kulturlandskap vid Grenchen.

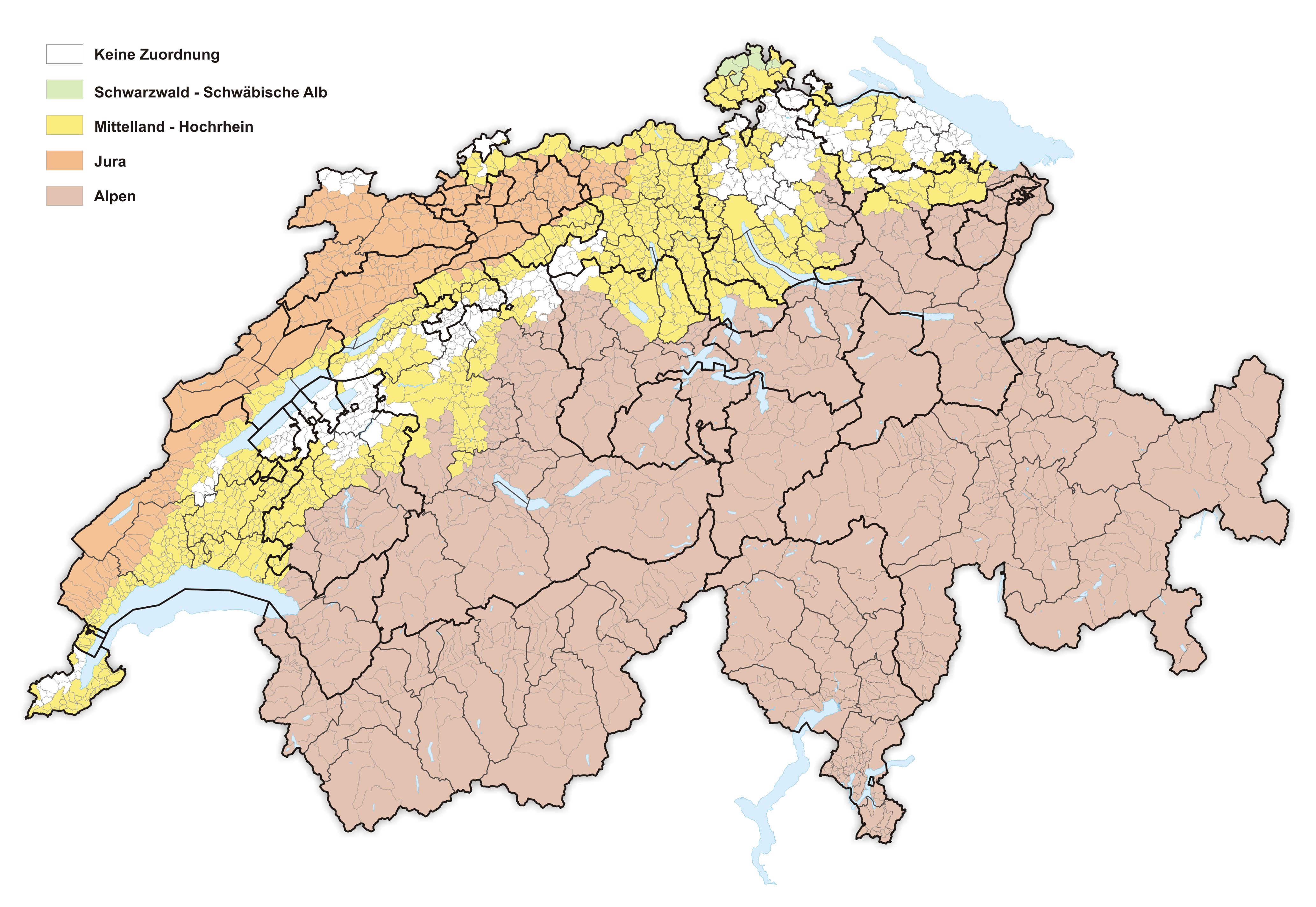
Mittlandet i snäv betydelse (gula och vita ytor), utan föralperna. Basel och andra områden längs Juras nordgräns hör dock inte till Mittlandet.

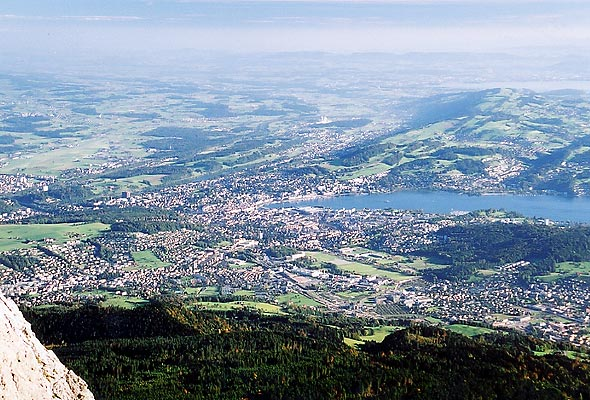
Luzern sett från berget Pilatus.

I nordväst begränsas Mittlandet av Jurabergen. Den sydostliga gränsen mot Alperna är något oklar: I en snäv mening är (lägre) Mittlandet enbart det plana till kulliga landskapet mellan 400 och 800 m ö.h. I vidare mening hör även föralpina områden som Napf och Toggenburg med berg upp till 1500 meter, till Mittlandet. Mittlandets bredd är då 40-60 km, smalare längs Genèvesjön. Längden är cirka 300 km.

### Klimat
Den årliga nederbörden är ca 1000 mm/år och dimma är vanligt under vinterhalvåret.

## Geologi
Mittlandet utgörs av ungtertiära bildningar avsatta i en sedimentationsbassäng med hav och insjöar, huvudsakligen molass. Dessa bildningar fortsätter utanför Schweiz gränser: Söder om Genèvesjön i Savoyen till Chambéry och öster om Bodensjön i den bayerska slätten.

Under istiderna täcktes landet av bördiga morän och smältvattenavlagringar..

## Kulturgeografi
Genom att under 1800-talet och 1900-talet kanalisera floder och sänka sjöar vanns nya jordbruksmarker. Till mitten av 1900-talet hade området utanför städerna agrar karaktär men sedan dess har byarnas folkmängd växt kraftigt. År 2016 är hälften av Mittlandets areal jordbruksmark, 24 % skog och 16 % bebyggd mark (samhällen och infrastruktur). I området bor två tredjedelar av Schweiz befolkning. De största städerna är Zürich, Genève, Bern, Lausanne och Winterthur. Här finns verkstads- och elektronikindustri men många arbetar i tjänsteföretag.